# Otto Couperus
Oepke (Otto) Couperus (Amsterdam, 10 november 1899 - aldaar, 10 december 1968) was een Nederlands zanger. Zijn stembereik was bas/bariton.
Hij werd geboren binnen het gezin van slachter Jelle Couperus en Japke Brandenburg, beiden afkomstig uit Friesland, die net in Amsterdam waren aangekomen. Zijn zuster is de nog in Bolsward geboren Jansje Couperus, vrouw van Cor Kint. Otto Couperus was getrouwd met zangeres May Vollenga (1914-1992). Het echtpaar woonde enige tijd samen met zoon Otto aan de Titiaanstraat, Amsterdam-Zuid. Hij werd gecremeerd op begraafplaats Westerveld.
Hij kreeg zijn muzikale opleiding aan het Conservatorium van Amsterdam. Hij gaf uitvoeringen verspreid over geheel Nederland, van Vlissingen tot Groningen. Tussen 1931 en 1942 werkte hij meer dan 40 keer samen met het Koninklijk Concertgebouworkest. Hij zong bijvoorbeeld mee in uitvoeringen van de Matthäus-Passion (1931), Le donne curiose (1983), Fidelio (1940) en Tannhäuser (1941). In 1937 werd hij door Bruno Walter geleid bij de uitvoering van Euryanthe van Carl Maria von Weber. In 1934 vormde hij met Sophie Both-Haas, Maartje Offers en Michel Gobets een Amsterdams vocalistenkwartet. Van 1941 tot 1950 was hij lid van de Nederlandse Opera. Daarna trachtte hij zich te bekwamen in het vak van operaregisseur met zijn eigen ensemble Camerata, waarmee hij bekend maar ook onbekend werk uitvoerde. Zo voerde hij in 1951 The consul uit van Gian Carlo Menotti. Hij gaf zelf ook les, zanger Herman van den Brink, plaatselijk bekend in Limburg, was een leerling van hem.
Enkele optredens:
- 25 en 26 april 1933: De Harmonie in Groningen: Die Schöpfung van Joseph Haydn met Jo Vincent en Kees Smulders en de Groninger Orkest Vereniging
- 1942: Boccaccio van Franz von Suppé
- 1943: De verkochte bruid van Bedřich Smetana